# Hội chứng sợ ong
Hội chứng sợ ong (có tên khoa học là melissophobia từ tiếng Hy Lạp: μέλισσα, melissa, "ong mật" +, phobos, "sợ", và đôi khi bị viết sai chính tả thành melissaphobia, ngoài ra nó còn được gọi là apiphobia từ tiếng Latin apis nghĩa là "ong mật" + tiếng Hy Lạp: φόβος, phobos, "sợ hãi") là một trong những nỗi lo thường gặp ở người và là một loại ám ảnh cụ thể liên quan đến các loài ong.

## Đại cương
Hầu hết mọi người đã bị ong cắn hoặc có bạn bè hoặc người thân trong gia đình bị ong cắn có thể mắc hội chứng này. Một đứa trẻ có thể trở thành nạn nhân bị ong chích bằng cách giẫm lên một con ong khi chơi ngoài trời. Vết chích có thể khá đau đớn và ở một số người dẫn đến triệu chứng sưng có thể kéo dài trong vài ngày, và cũng có thể gây ra các phản ứng dị ứng, do đó sự phát triển của nỗi sợ hãi ong là khá tự nhiên.
Sự sợ hãi ong thông thường xảy ra ở người lớn thường liên quan đến việc thiếu kiến thức. Mọi người không biết rằng ong tấn công để bảo vệ tổ ong của chúng, hoặc khi vô tình bị đè bẹp, bầy ong sẽ tấn công và trong một vài trường hợp, ong không hề nguy hiểm. Hơn nữa, phần lớn các vết cắn côn trùng ở Hoa Kỳ là do ong bắp cày vàng, thường bị nhầm lẫn với ong mật.
.
Sự sợ hãi ong quá mức ở người cũng có thể có ảnh hưởng bất lợi đến sinh thái học. Ong là những loài thụ phấn quan trọng, và khi con người sợ hãi chúng, con người có xu hướng tiêu diệt các đàn ong hoang dã, điều này góp phần gây thiệt hại môi trường và cũng có thể là nguyên nhân khiến những con ong biến mất.
Việc cho thuê các đàn ong để thụ phấn cho cây trồng là nguồn thu nhập chính của những người nuôi ong ở Mỹ, nhưng khi nỗi sợ lan rộng, việc tìm ra một trang trại nuôi ong ở Mỹ trở nên khó khăn do sự phản đối của những người mắc Hội chứng sợ ong.

## Ong Châu Phi
Hội chứng sợ ong xuất phát bởi những tin đồn về "những con ong sát thủ". Đặc biệt, loài ong Châu Phi bị người dân Mỹ lo sợ, những triệu chứng khi bị ong chích đã được khuếch đại bởi các bộ phim giật gân và một số báo cáo truyền thông. Bị ong châu Phi đốt giết chết một đến hai người mỗi năm ở Hoa Kỳ, tỷ lệ này khiến loại ong Châu Phi được xem ít nguy hiểm hơn rắn độc, đặc biệt vì không phổ biến giống như rắn độc, chúng chỉ được tìm thấy ở một phần nhỏ của đất nước.

Khi loài ong này lan đến Florida, một tiểu bang đông dân cư, các quan chức lo ngại rằng sự sợ hãi của người dân có thể gây nên những nỗ lực sai lầm để chống lại chúng. Kế hoạch Florida African Bee Action tuyên bố rằngː 
Những tin tức báo cáo về các cuộc tấn công dữ dội của bầy ong sẽ thúc đẩy mối quan tâm của mọi người và trong một số trường hợp họ có xu hướng hoảng sợ và lo âu, thúc đẩy dân chúng yêu cầu các cơ quan và tổ chức có trách nhiệm thực hiện hành động để giúp đảm bảo sự an toàn của họ. Chúng tôi dự đoán áp lực gia tăng từ công chúng sẽ xảy ra việc cấm nuôi ong ở các khu vực đô thị và ngoại thành. Hành động này sẽ phản tác dụng. 

## Chữa trị
Liệu pháp phơi nhiễm đã được chứng minh là một phương pháp điều trị hiệu quả cho những người mắc hội chứng sợ ong. Liệu pháp này khuyến cáo rằng mọi người nên cho mình tiếp cận với những không gian mở thoải mái, chẳng hạn như một công viên hoặc khu vườn, và dần dần trong một khoảng thời gian dài di chuyển gần hơn với những con ong. Quá trình này không nên vội vã, có thể mất nhiều tháng để xem ong trước khi mọi người cảm thấy thoải mái để đối diện trực tiếp với bầy ong. Hội chứng sợ ong là một trong những hội chứng sợ động vật phổ biến ở trẻ nhỏ và có thể ngăn cản chúng tham gia vào bất kỳ hoạt động ngoài trời nào. Người già kiểm soát nỗi sợ ong tự nhiên dễ dàng hơn. Tuy nhiên, một số người lớn phải đối mặt với những khó khăn trong việc kiểm soát sự sợ hãi những con ong.
Một phương pháp được khuyến khích để khắc phục nỗi sợ hãi ong là rèn luyện để đối mặt với nỗi sợ hãi (một cách tiếp cận phổ biến để điều trị các ám ảnh cụ thể). Các phương pháp tiếp cận có thể thay đổi để phù hợp với từng người.